# Алжиро-ливийские отношения
Алжиро-ливийские отношения — двусторонние дипломатические отношения между Алжиром и Ливией. Протяжённость государственной границы между странами составляет 989 км.

## История
Между странами сложились хорошие отношения. Ливия оказывала поддержку бойцам Полисарио в Западной Сахаре, что способствовало развитию дружеских отношений с Алжиром. Однако, когда правительство Ливии пыталось склонить Алжир к полномасштабному политическому союзу, то встретило отказ так как власти Алжира опасались заключать союз со своим непредсказуемым соседом. В 1983 году Алжир и Тунис подписали Договор о братстве и согласии, а правительство Ливии в ответ подписало с Марокко Договор Уджда. Эти события временно усугубили алжиро-ливийские отношения, так как Ливия и Марокко начали политическое противостояние блоку Алжира, Туниса и Мавритании. 
30 июня 1987 года была предпринята еще одна попытка заключения союза между Ливией и Алжиром, но Центральный комитет Фронта национального освобождения Алжира выступил против этой идеи, после того, как главы государств не смогли договориться. В 1988 году Ливия приняла приглашение на участие в комиссии стран Магриба по созданию Североафриканского союза. В феврале 1989 года был создан Союз арабского Магриба, что ознаменовало собой начало политического и экономического сотрудничество между соседними североафриканскими государствами.
В 2011 году в Ливии началась гражданская война. Национально-освободительная армия Ливии и Переходный национальный совет Ливии обвиняли правительство Алжира в поддержке режима Муаммара Каддафи, а именно в поставке оружия и предоставлении транзита для наемников из других стран Африки через свою территорию. В мае 2011 года Садек Бугетая, член Центрального комитета правящей партии Фронта национального освобождения Алжира, посетил Ливию и выразил безоговорочную поддержку Муаммару Каддафи. Позднее, Садек Бугетая заявил, что его визит в Ливию был осуществлен для организации поставки гуманитарной помощи в эту страну. После победы в гражданской войне Национально-освободительной армии Ливии, Алжир установил политические контакты с Переходным национальным советом этой страны. Однако, несмотря на просьбы новых властей Ливии, Алжир не выдал членов семьи Муаммара Каддафи, которые ранее получили убежище в этой стране.